# Etiopie na Letních olympijských hrách 2012
Etiopie se účastnila Letní olympiády 2012 ve dvou sportech. Zastupovalo ji 35 sportovců (18 mužů a 17 žen).

## Medailisté
| Medaile | Jméno             | Sport    | Soutěž                   |
| ------- | ----------------- | -------- | ------------------------ |
| Zlato   | Tiruneš Dibabaová | Atletika | Ženy 10 000 m            |
| Zlato   | Tiki Gelanaová    | Atletika | Ženy maraton             |
| Zlato   | Meseret Defarová  | Atletika | Ženy 5000 m              |
| Stříbro | Dejen Gebremeskel | Atletika | Muži 5000 m              |
| Bronz   | Tariku Bekele     | Atletika | Muži 10 000 m            |
| Bronz   | Sofia Assefaová   | Atletika | Ženy 3000 m steeplechase |
| Bronz   | Tiruneš Dibabaová | Atletika | Ženy 5000 m              |